# Paul Suso Holdener
Paul Suso Holdener CSsR (* 13. April 1930 in Weesen; † 19. August 2005 in Baden AG) war ein Schweizer Ordensgeistlicher.

## Leben
Holdener besuchte in Freiburg im Üechtland ein humanistisches Gymnasium. Danach studierte er an der Ordenshochschule im Kloster Geistingen Theologie und an der Universität Fribourg Altphilologie und Pädagogik. Am Kollegium Sankt Joseph in Matran unterrichtete er zwanzig Jahre lang griechische Sprache. Holdener war in der Marianischen Priesterbewegung tätig.

## Schriften (Auswahl)
Übersetzungen
- René Lejeune: Fasten als Heilung und Feier für Leib und Seele. Hauteville 1988, ISBN 3-907523-09-1.
- Hildegard von Bingen: Das Buch der göttlichen Werke. Ronchin 1990, OCLC 1068234951.
- Lucie: Die große Botschaft vom Kreuz. Friede, Liebe, Freude (1981–1984). Hauteville 1992, ISBN 3-907523-37-7.
- Consuelo: Maria, Leitstern der Evangelisierung. Hauteville 1993, ISBN 3-907523-09-1.
- Lucie: Komm, Heiliger Geist! Lehre uns zu lieben, lehre uns zu beten. Hauteville 1993, ISBN 3-907523-38-5.
- Lucie: Mich dürstet! Wer durstig ist, der komme. vom Wasser des Lebens soll er trinken (Offenbarung 22,17). Hauteville 1994, ISBN 3-907523-55-5.
- Eucharistische Zwiegespräche. Zeugnis des Glaubens aus der Kirche des Schweigens. Hauteville 1994, ISBN 3-907523-57-1.
- Lucie: Abba – Vater. Hauteville 1995, ISBN 3-907523-55-5.
- Einblick in das Fegfeuer. Hauteville 1995, ISBN 3-907523-63-6.
- Lucie: Maria, Ursache unsrer Freude: Das vollendete Werk Gottes. Ich bin die Mutter. Ich komme als Mutter. Hauteville 1997, ISBN 3-907523-82-2.
- Hildegard von Bingen: Auslegung einiger Evangelien = Explanatio quorumdam evangeliorum. Landshut 1997, ISBN 3-00-000414-9.
- René Lejeune: «Der kleine Weg» der Theresia von Lisieux. Spiritualität und Novene. Hauteville 1997, ISBN 3-907523-86-5.
- Alfons Maria von Liguori: Das große Mittel des Gebetes. Landshut 1998, ISBN 3-00-003671-7.
- Jean Derobert: Heiliger Pio aus Pietrelcina, durchsichtig auf Gott hin. Geistliches Bildnis, gewonnen aus den Briefen Pater Pios. Hauteville 2011, ISBN 978-2-88022-845-3.